# Corydalus cornutus
Corydalus cornutus är en insektsart som först beskrevs av Carl von Linné 1758.  Corydalus cornutus ingår i släktet Corydalus och familjen Corydalidae. Inga underarter finns listade i Catalogue of Life.

## Bildgalleri

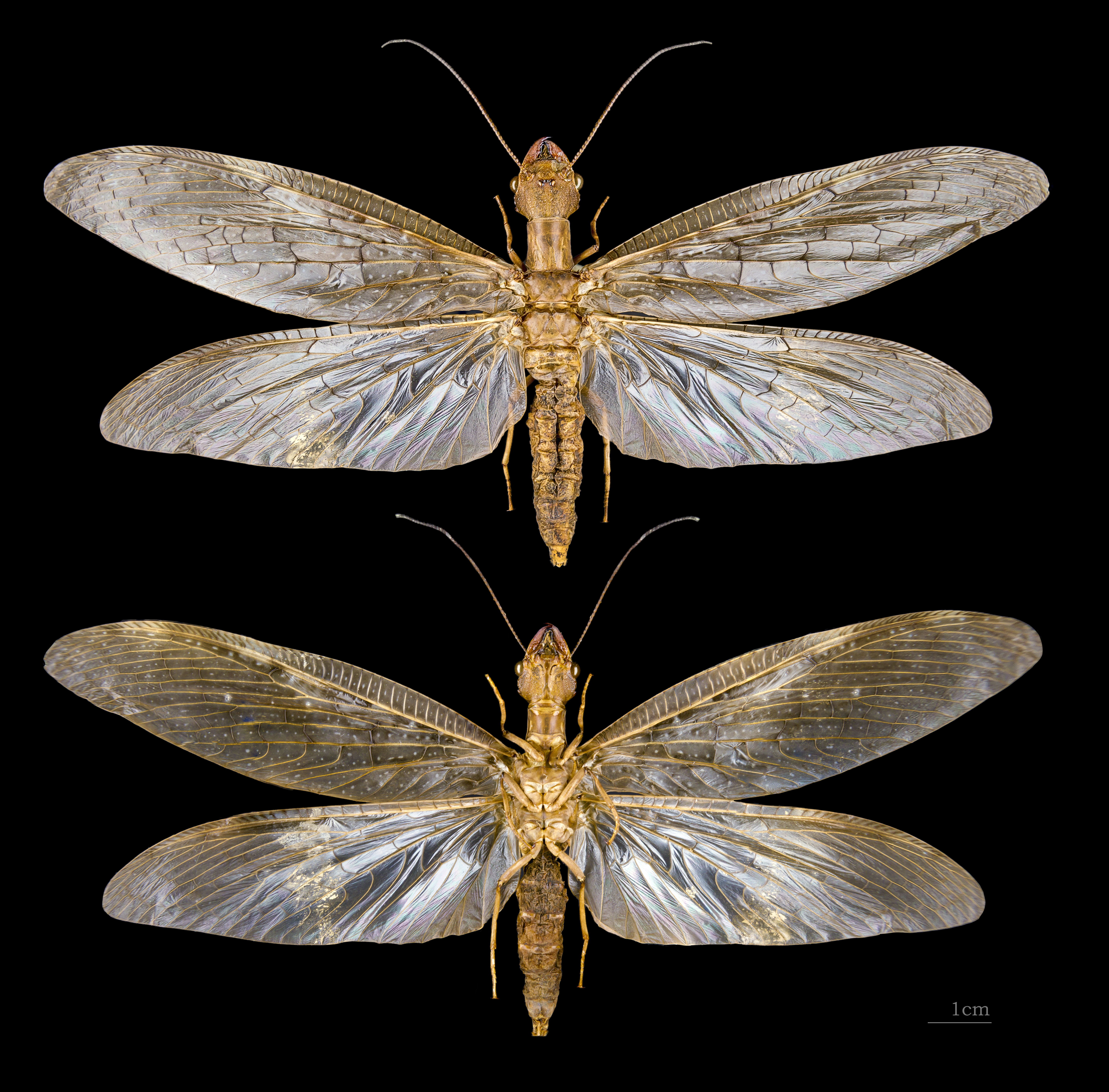
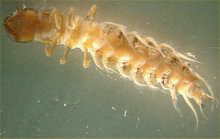
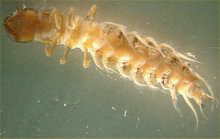